# Parco della Golena del Po
Il Parco della Golena del Po è un PLIS (Parco locale di interesse sovracomunale) istituito dalla Regione Lombardia nel 2006 nel solo comune di Casalmaggiore e successivamente ampliato nel 2003 al comune di Pieve d'Olmi, nel 2004 al comune di San Daniele Po e nel 2006 al comune di Bonemerse. Nel 2012 l'area posta nel comune di Bonemerse fu assegnata al Parco del Po e del Morbasco. 
Lo scopo dell'istituzione del Parco è quello di conservare le aree golenali del Po e i lembi residui di formazioni boschive con prevalenza di salice bianco, ontano e olmo. Le fasce più esterne sono caratterizzate da coltivazioni di pioppo industriale.